# Ворота Святого Северина

Ворота Святого Северина в XIII веке (реконструкция)

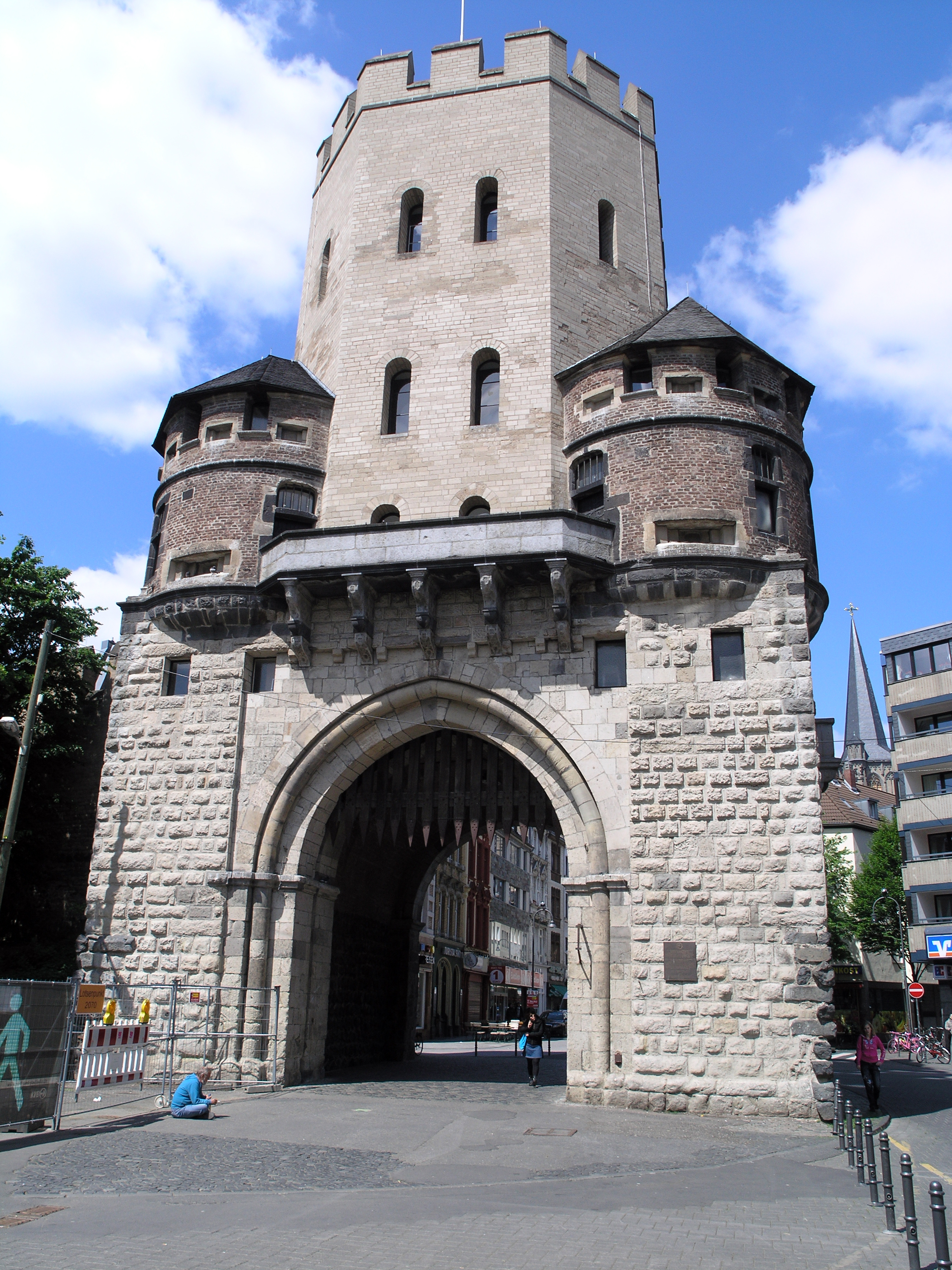
Вид со стороны Chlodwigplatz (внешняя сторона)

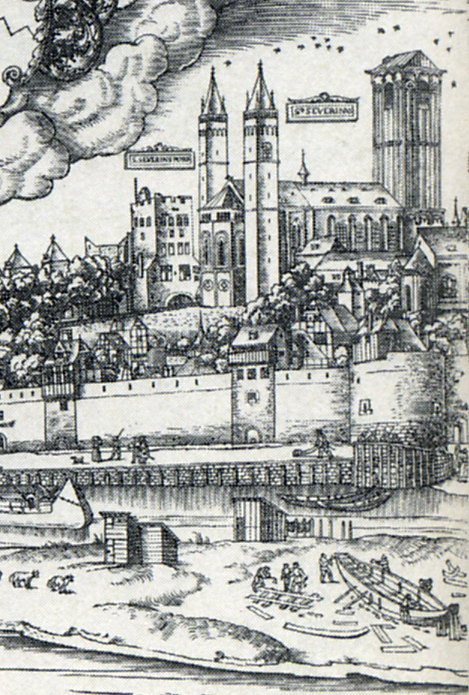
Ворота и церковь Святого Северина (середина XVI века)

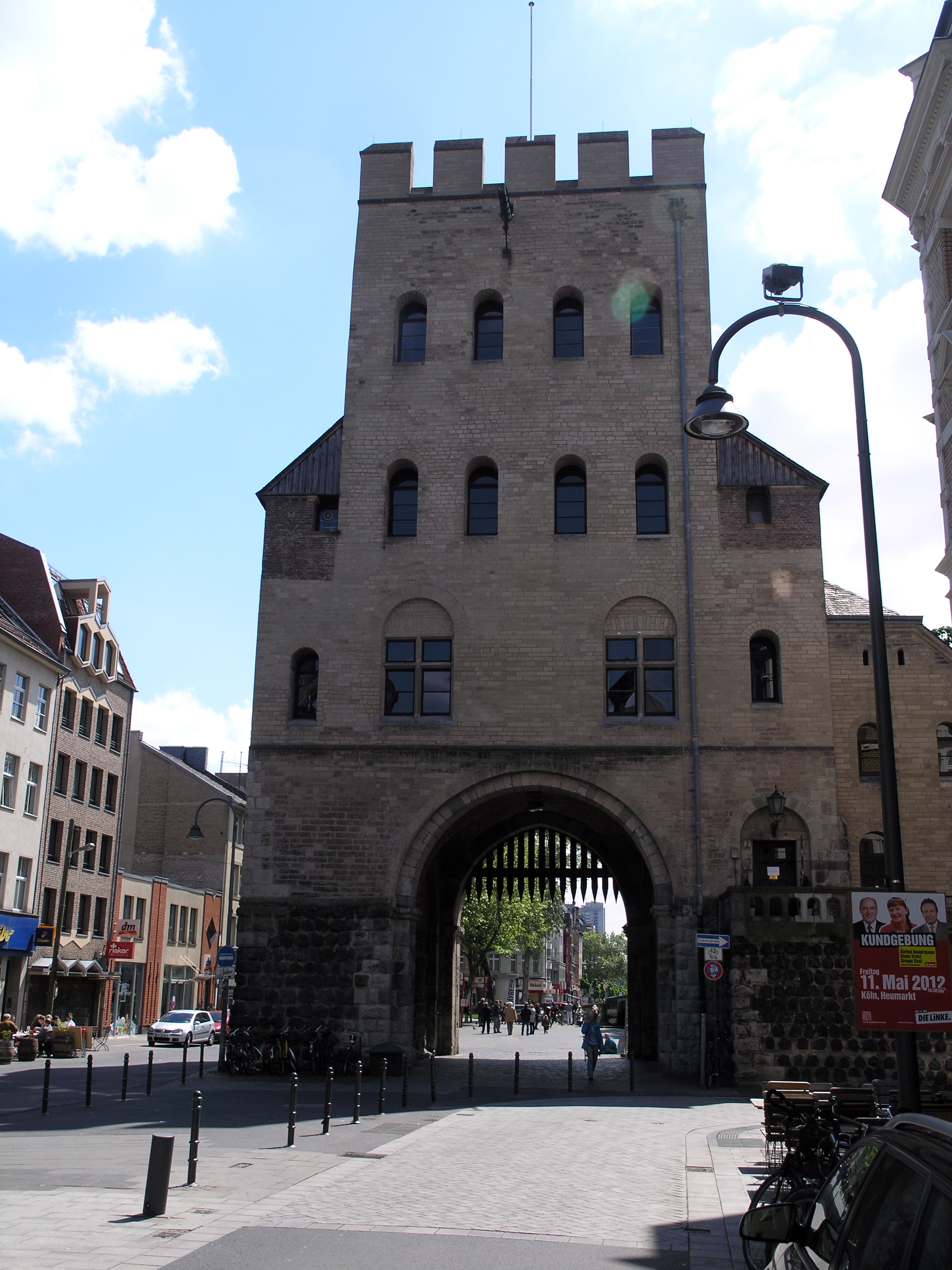
Вид со стороны Severinstraße (внутренняя сторона)

Ворота Святого Северина (нем. Severinstorburg, в средние века — Porta Sancti Severini, позднее — Форт Святого Северина) — сохранившиеся ворота кёльнской средневековой городской стены (de:Festungsring Köln) (федеральная земля Северный Рейн-Вестфалия). Расположены на площади Chlodwigplatz в месте примыкания улиц Severinstraße, Severinswall и Kartäuserwall в южной части старого города (de:Köln-Altstadt-Süd).

Через ворота Святого Северина проходила главная дорога южного направления, ведущая в Бонн.

## История
Ворота Святого Северина были построены примерно в первой половине XIII века в виде массивной асимметричной гексагональной башни с зубчатым навершием. Вместе с прямоугольным основанием с воротами башня образует четырёхэтажное сооружение. Позднее с внешней стороны над основанием были построены две дополнительные зубчатые башенки, над которыми в XVII веке были построены шатровые крыши.

У ворот Святого Северина нередко устраивали встречи прибывающих в Кёльн высокопоставленных особ. Так в 1235 году здесь встречали принцессу Изабеллу Английскую, прибывшую для заключения брака с императором Священной Римской империи Фридрихом II. В 1327 году у ворот Святого Северина встречали императора Людовика IV с его супругой Маргаритой Голландской.

В 1881 году после снесения кёльнских городских стен в башне разместился музей естествознания, позже — музей гигиены. В эпоху национал-социализма в башне размещалась штаб-квартира кёльнского отделения Гитлерюгенда.

В 1979 году в башне был открыт общественный центр, помещения которого можно арендовать для частных мероприятий.

В июле 2005 года во время строительства линии «Север-Юг» Кёльнского метротрама чуть южнее ворот Святого Северина были обнаружены фундаменты бастиона, который выполнял функции дополнительной защиты города в районе ворот Святого Северина. Это укрепление получило название Бастиона Святого Северина. Бастион был возведен около 1474 года в ожидании нападения на город войск Карла Смелого.